# 艾利·杜赫
艾利·杜赫（英語：Elley Duhé，1992年2月14日—），是一名美國歌手和词曲作者。2018年7月，她与德国音乐制作人捷德合作单曲《Happy Now》。